# Radrubrik
Radrubriken är en form av rubrik som skrivs på samma rad som brödtexten, helst i fet eller kursiv stil för att markera skillnaden. Tillvägagångssättet används ofta vid korta brödtexter med ett par få meningar. Olikt vanliga rubriker sätts punkt ut.
Skillnaden mellan radrubrik och ingress är att ingress inte ses som rubrik, utan som en komplettering till rubriken.

## Exempel
- Beslut om grillfest. Styrelsen beslutar att tills vidare bordlägga frågan om grillfest.
- Man rånad på köpcentrum. Polisen i Ystad utreder nu ärendet. Rånaren fångades av en kamera på bild, men är svår att identifiera.